# Marco Vermey
Marco Vermey (Lisse, 11 juni 1965) is een Nederlands voormalig wielrenner, die beroepsrenner was tussen 1994 en 1995.
Vermey begon pas op zijn zeventiende met wielrennen en ging al snel naar Frankrijk om daar te koersen. In 1994 werd hij derde op het Nederlands kampioenschap wielrennen.

## Belangrijkste overwinningen
1993
- Nationaal Kampioenschap baan achtervolging, Amateurs
- Nationaal Kampioenschap baan puntenkoers, Amateurs

1994
- 5e etappe Ronde van de Aisne
- 3e Nederlands kampioenschap wielrennen

1995
- 13e etappe Ronde van Mexico

1997
- 6e etappe Teleflex Tour

## Resultaten in voornaamste wedstrijden
| Jaar | Ronde van Italië | Ronde van Frankrijk | Ronde van Spanje |
| ---- | ---------------- | ------------------- | ---------------- |
| 1994 |                  | opgave              |                  |
| 1995 |                  |                     |                  |

| Jaar | Ronde van Lombardije | Parijs-Tours |  | WK op de weg |
| ---- | -------------------- | ------------ |  | ------------ |
| 1994 |                      | 106e         |  | opgave       |
| 1995 | 39e                  |              |  |              |